# São Domingos das Dores (ort)
São Domingos das Dores är en ort i Brasilien.   Den ligger i kommunen São Domingos das Dores och delstaten Minas Gerais, i den sydöstra delen av landet, 700 km sydost om huvudstaden Brasília. São Domingos das Dores ligger 733 meter över havet och antalet invånare är 5 396.
Terrängen runt São Domingos das Dores är kuperad. Närmaste större samhälle är Ubaporanga, 15,5 km sydväst om São Domingos das Dores.
Omgivningarna runt São Domingos das Dores är huvudsakligen savann. Runt São Domingos das Dores är det ganska glesbefolkat, med 40 invånare per kvadratkilometer.